# ピエール・ファーヴル
ピエール・ファーヴル（Pierre Favre、1506年4月13日 - 1546年8月1日）は、16世紀フランス出身のカトリック司祭でイエズス会創立者の1人。その学識を高く評価され、ローマ教皇パウルス3世からトリエント公会議出席を要請されたが、果たせず病死した。
1872年に列福。2013年12月17日に教皇フランシスコはファーヴルを列聖した。

## 生涯
サヴォイア公国領内のグラン・ボルナンド渓谷にあるVillaret（1860年以降フランスに割譲）に生まれた。父ルイ・ファーヴル、母マリー・ペリシャンは山間の村で暮らす普通の農民だった。
幼いころから羊飼いの仕事をしながらもファーヴルの聡明さは際立っていた。村には満足な教育機関がなかったため、両親は10歳のファーヴルを初め近隣のトーヌ（Thônes）の町に送って勉強させ、次にラ・ロッシュ（La Roche-sur-Foron）の町で学ばせた。ここで彼は生涯の親友となるクロード・ル・ジェと知り合った。勉学を続ける中でファーヴルは司祭職への召命を感じ、1525年に19歳でパリ大学で学ぶべく故郷を離れた。パリ大学は当時から多くのカレッジの集合体であったが、ファーヴルはその一つでポルトガル系の学生の多かった聖バルバラ学院に学んだ。ここでファーヴルとたまたま同室になった学生が、後にイエズス会創設に共に立ち会うフランシスコ・ザビエルであった。
1529年10月、ファーヴルとザビエルが暮らす部屋に1人の中年の学生が加わった。ザビエルと同じバスク出身、37歳のイグナチオ・デ・ロヨラである。ロヨラは2人に、自らの心を探り、神の御旨に答える方法として「霊操」というものを示した。宗教的カウンセリングとも言えるこの方法を行い、深く語り合った3人はやがて同志となっていった。そこへロヨラにひかれたシモン・ロドリゲス、ディエゴ・ライネス、ニコラス・ボバディリャ、アルフォンソ・サルメロンといった若い学生たちが加わった。
1534年5月、ファーヴルはパリ司教の手で叙階され、司祭となった。この時、ファーヴルはロヨラを囲む学生たちのグループの中での唯一の司祭であった。同年8月15日、グループの7名はモンマルトルの丘に登り、サン・ドニ記念聖堂でファーヴルのたてるミサにあずかって、神に自分の生涯をささげる誓いを立てた。世に言う「モンマルトルの誓い」である。ファーヴルの学友だったクロード・ル・ジェもこの年、パリにやってきてロヨラのグループに加わっている。
モンマルトルで一同は聖地エルサレム巡礼も誓っていたが、病気療養のため離脱したロヨラから同志たちの指導を任されたファーヴルはパリ大学に留まって勉強を続け修士号を取得、1536年11月にパリを去った。1537年1月に一同はヴェネツィアに集まりロヨラと再会、そこで病院の患者たちの面倒を見ながらエルサレムに旅立つ機会を伺ううち、聖地巡礼の祝福と仲間たちの司祭叙階を受ける許可を教皇に求めるロヨラの勧めでファーヴルらは3月にローマへ向かい（ロヨラは異端の疑いをかけられたため同行せず）、教皇パウルス3世との知遇を得た。教皇は一同の学識と志の高さに感激し、彼らが求めていた仲間の叙階と聖地巡礼の許可を与えた。こうしてヴェネツィアで一番年少だったサルメロン以外のメンバーたちが6月24日に司祭叙階を受けた。
一同はイタリアでさまざまな使徒職に従事しながら、自分たちのグループの将来について語り合い、修道会という形をとることに決めた。ファーヴルはライネスと共にロヨラに従い10月に再びローマへ向かい11月に到着、1538年に他のメンバーと合流したことを祝いつつ、教皇からの任命で1537年からローマ・ラ・サピエンツァ大学でライネスと共に聖書と神学を講義することになった。翌1539年4月のミサで教皇の認可による修道会設立を仲間たちに提案、賛成を取り付けた上で聖体を授け、ロヨラは教皇に『基本精神綱要』を提出し、修道会の許可を願った。審査を経て1540年9月27日、イエズス会は教皇庁の認可を受けた修道会として認可された。これがイエズス会の誕生である。
その後、政治情勢からエルサレムへの渡航の困難に気づいた一同は教皇の勧めもあってヨーロッパにおける宣教活動を行うことにし、各地で活動した。ファーヴルは教皇とロヨラの指示に従ってドイツ（神聖ローマ帝国）、フランス、ベルギー、スペイン、ポルトガルとヨーロッパ各地を回り、宗教改革の嵐が吹き荒れる中で、プロテスタントとカトリックの対話やカトリック教会の霊的再建という困難な仕事に精力を傾けた。1539年に派遣されたパルマではライネスと共に霊操により人々を惹きつけ、1540年に神聖ローマ帝国のヴォルムス、翌1541年にレーゲンスブルク宗教会議にも出席して論争・交渉に参加したが、プロテスタント・カトリックの対立が解消出来ないと分かると対抗宗教改革に着手、霊操を用いたラインラントの教会刷新、ケルンでイエズス会初の修道会設立など功績を残した。
多忙の中、同年のイエズス会初代総長選出でロヨラに投票、総長に選出させた。またヨーロッパ各地でファーヴルの薫陶を受けた多くの若者がイエズス会に加わったが、その中でもっとも有名なのはオランダ出身のペトルス・カニシウスとスペインの名門貴族出身のフランシスコ・ボルハの両名であった。
1546年、教皇からじきじきにファーヴルに対し、トリエント公会議への出席要請が行われた。ファーヴルはすぐこれに従うべくローマへ向かい、ロヨラと再会したが、すでに長きにわたる旅と仕事の疲れが彼の身体を蝕んでいた。ローマで病に倒れたファーヴルは体調を回復することなく、1546年8月1日、盟友ロヨラに見守られながら40歳で死去した。ポルトガル王ジョアン3世からも期待され、エチオピアの大司教就任が検討されていた矢先の逝去だった。トリエント公会議にはライネスとサルメロンが出席、エチオピアにはファーヴルによりイエズス会へ入会したジョアン・ヌネス・バレトが赴任した。生前の旅の最中に書き留めた日記は回想録として1853年に出版された。